# Список лідерів кінопрокату України 2021
Список лідерів кінопрокату України 2021 року містить анотоване перерахування фільмів, які займали перше місце в Україні за підсумками зборів кожного з тижнів 2021 року з сумою понад $1,000,000. Список заснований на остаточних сумах, зароблених фільмами з продажу квитків у кінотеатрах. Прибуток від відеопрокату, показу телебаченням тощо не враховується. Суми вказуються у доларах США і не враховують інфляцію. Суми касових зборів наведені за даними сайту Box Office Mojo.
| #  | Назва фільму                    | Країна                       | Збори в Україні, $ |
| -- | ------------------------------- | ---------------------------- | ------------------ |
| 1  | Дюна                            | США                          | 3 515 191          |
| 2  | Веном 2: Карнаж                 | США                          | 3 448 269          |
| 3  | Співай 2                        | США                          | 3 186 097          |
| 4  | 007: Не час помирати            | Велика Британія              | 2 503 834          |
| 5  | Дім Ґуччі                       | США                          | 2 465 734          |
| 6  | Форсаж 9: Нестримна сага        | США                          | 2 337 028          |
| 7  | Великий червоний пес Кліффорд   | США, Канада, Велика Британія | 2 274 108          |
| 8  | Персонаж                        | США                          | 2 235 534          |
| 9  | Матриця: Воскресіння            | США                          | 2 124 140          |
| 10 | Чорна вдова                     | США                          | 1 582 259          |
| 11 | Гнів людський                   | США, Велика Британія         | 1 579 198          |
| 12 | Бебі Бос 2: Сімейний бізнес     | США                          | 1 576 201          |
| 13 | Загін самогубців: Місія навиліт | США                          | 1 568 382          |
| 14 | Круїз по джунглях               | США                          | 1 485 295          |
| 15 | Круелла                         | США                          | 1 450 808          |
| 16 | Вічні                           | США                          | 1 388 663          |
| 17 | Шан-Чі та легенда десяти кілець | США                          | 1 283 783          |
| 18 | Том і Джеррі                    | США                          | 1 234 583          |
| 19 | Тілоохоронець дружини кілера    | США                          | 1 203 553          |
| 20 | Рая та останній дракон          | США                          | 1 170 408          |
| 21 | Скажене весілля 3               | Україна                      | 1 023 947          |